# CenterPoint Energy
CenterPoint Energy (NYSE : CNP), est une société par actions américaine du secteur énergétique qui produit, transporte et distribue de l'électricité. Elle transporte et distribue également du gaz. CenterPoint Energy est présent dans les États de l'Arkansas, de la Louisiane, du Minnesota, du Mississippi, de l'Oklahoma et du Texas.

## Histoire
En avril 2018, CenterPoint Energy annonce l'acquisition pour 6 milliards de dollars de Vectren, une entreprise américaine de distribution de gaz et dans une moindre mesure d'électricité, dans l'Ohio et l'Indiana.
En avril 2021, CenterPoint Energy annonce la vente de ses activités de gaz naturel en Arkansas et en Oklahoma pour 2,15 milliards de dollars à fonds d'investissement.

## Principaux actionnaires
Au 10 janvier 2020:
| The Vanguard Group                               | 11,6% |
| SSgA Funds Management                            | 5,42% |
| Putnam                                           | 4,20% |
| T. Rowe Price Associates (Investment Management) | 2,81% |
| BlackRock Fund Advisors                          | 2,51% |
| Elliott Management                               | 2,33% |
| Fidelity Management & Research                   | 2,25% |
| Citadel Advisors                                 | 2,02% |
| Invesco Capital Management                       | 1,92% |
| Soroban Capital Partners                         | 1,83% |